# Ruiny kostela svatého Mikuláše
Ruiny kostela świętego Mikołaja, česky ruiny kostela svatého Mikuláše, se nacházejí v borových lesích města Łeba na pobřeží Baltského moře v okrese Lębork v Pomořském vojvodství v Polsku.

## Historie
Kostel s věží byl postaven ve 14. století v dnes již neexistující katolické farnosti Staré Łeby. Počátek zániku kostela je spojen s rokem 1558, kdy byla Stara Łeba zasypána písky místních pohyblivých dun. Část kostela byla využita jako stavební materiál pro kostel v Łebě. Při archeologickém výzkumu místa byl také objeven středověký hřbitov.

## Další informace
Místo je památkově chráněno, částečně renovované, ohraničené plotem a je celoročně volně přístupné. Cesta k místu je značena.

## Fotogalerie

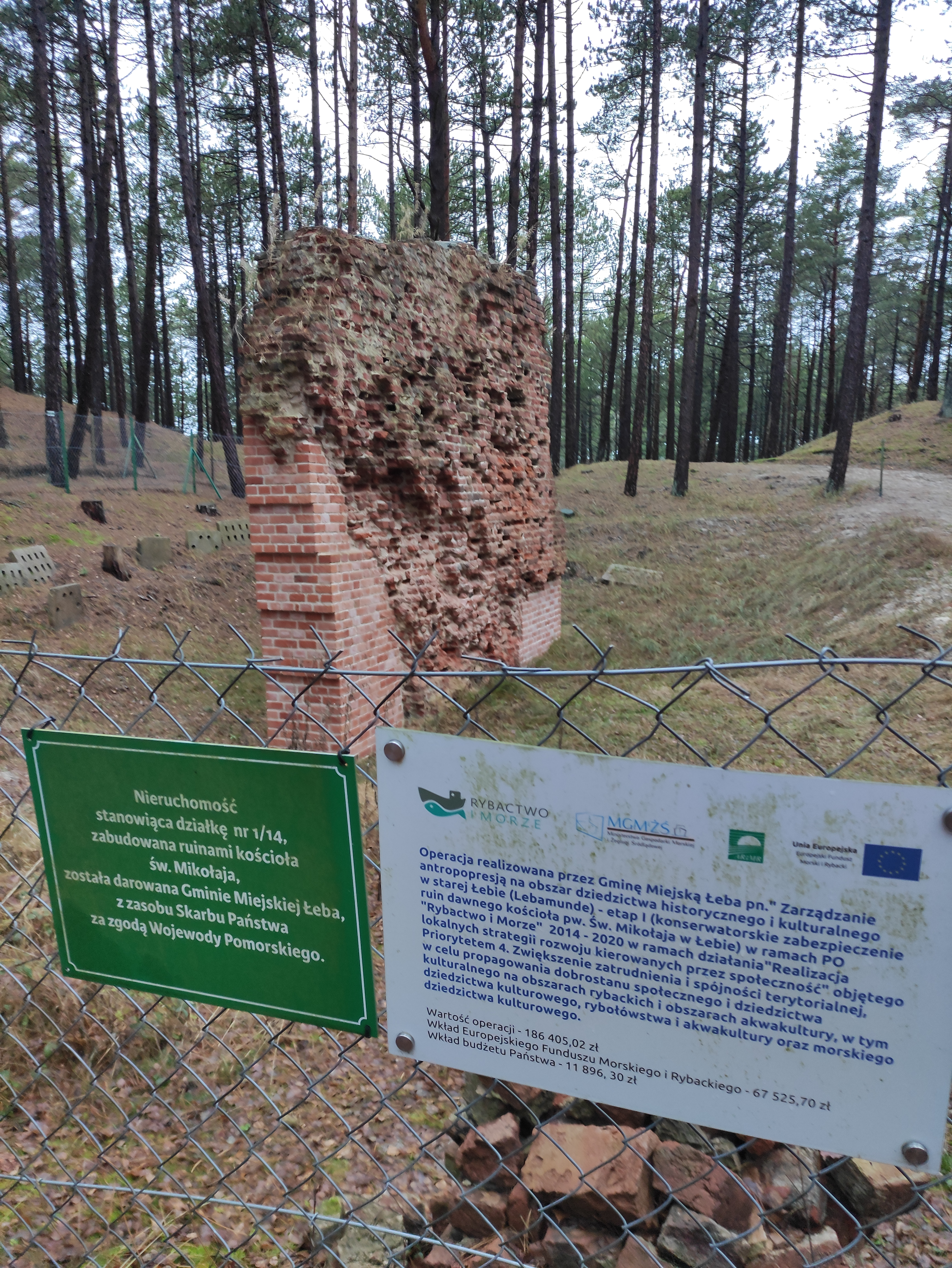
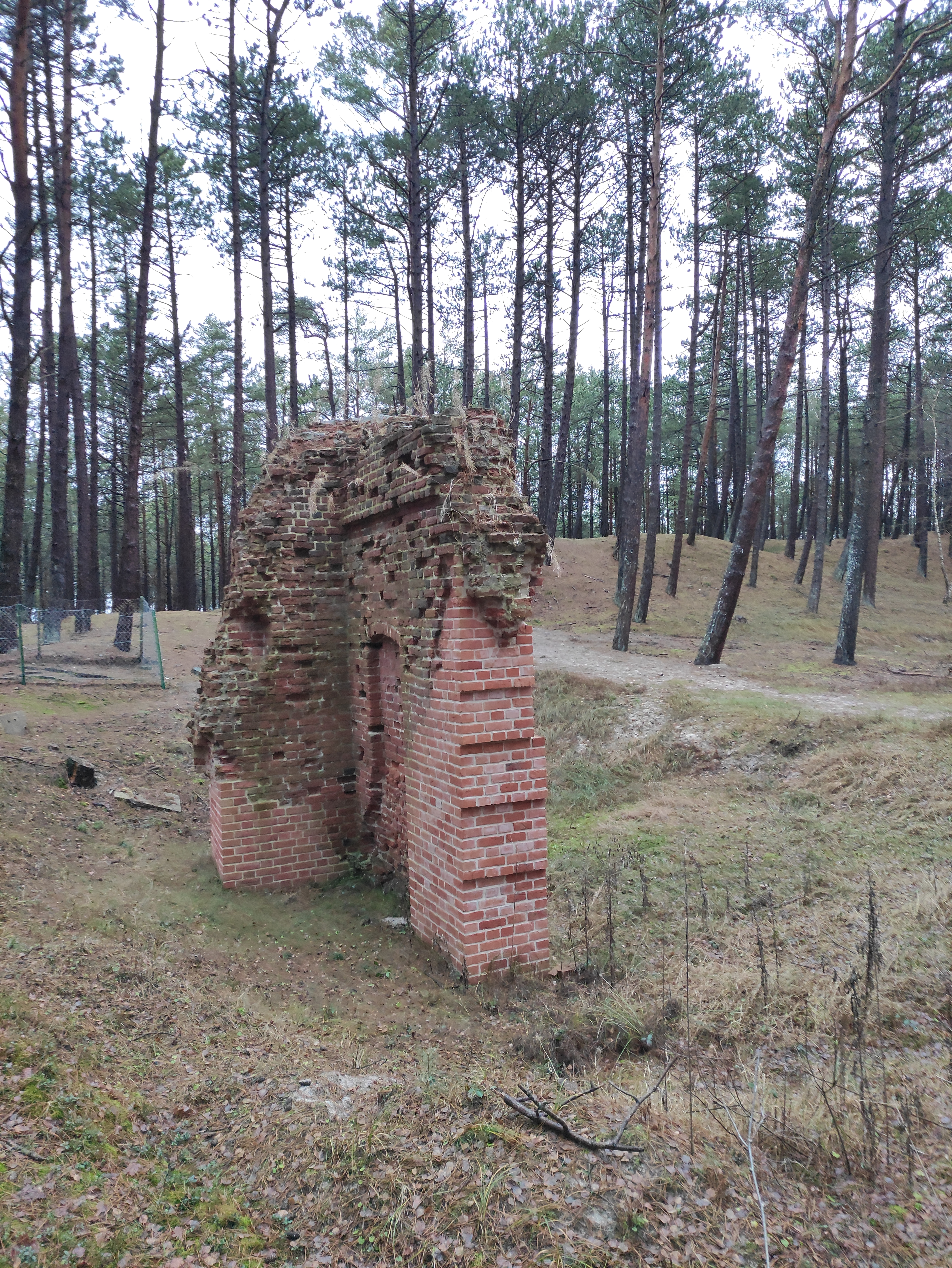
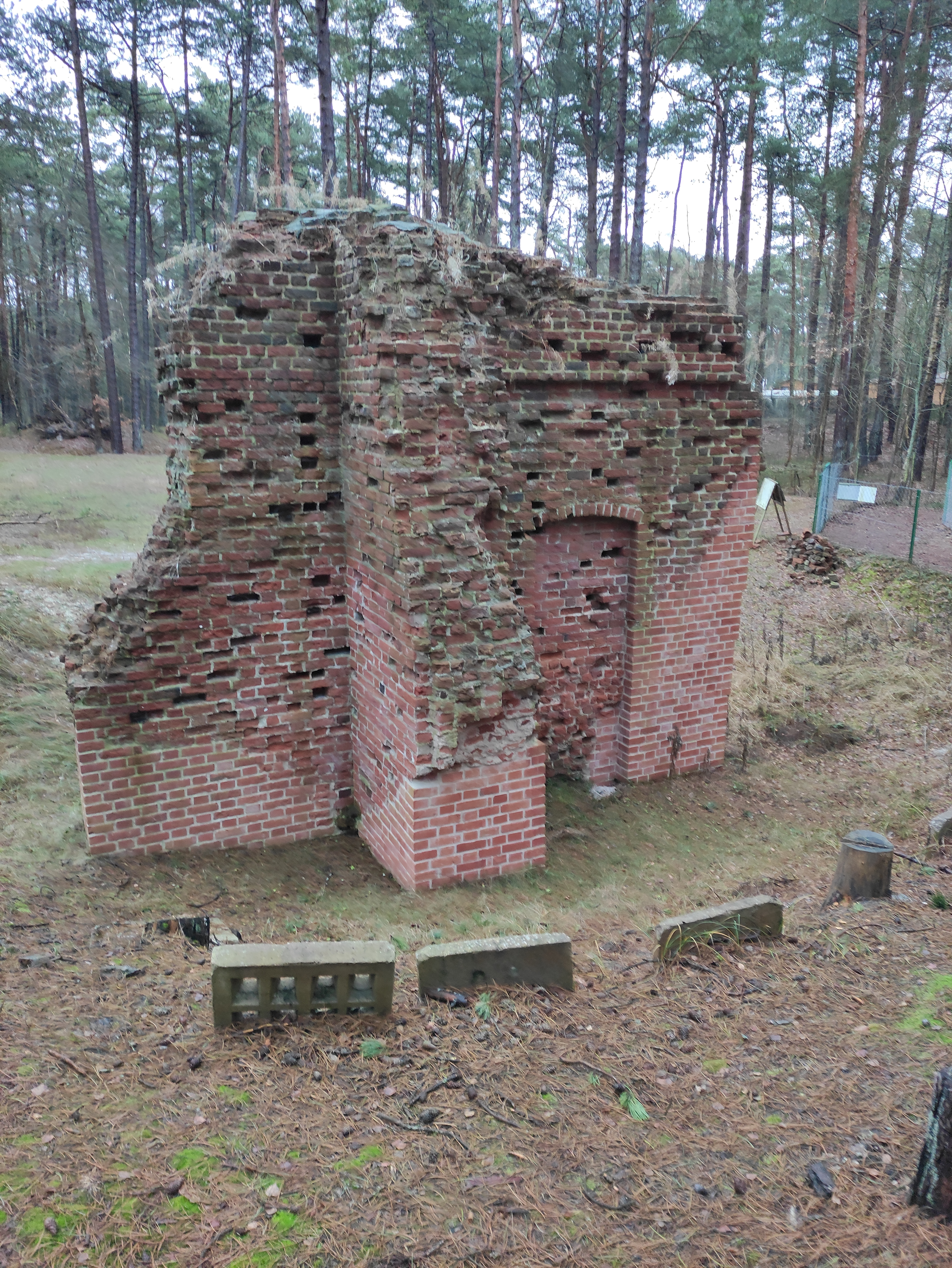
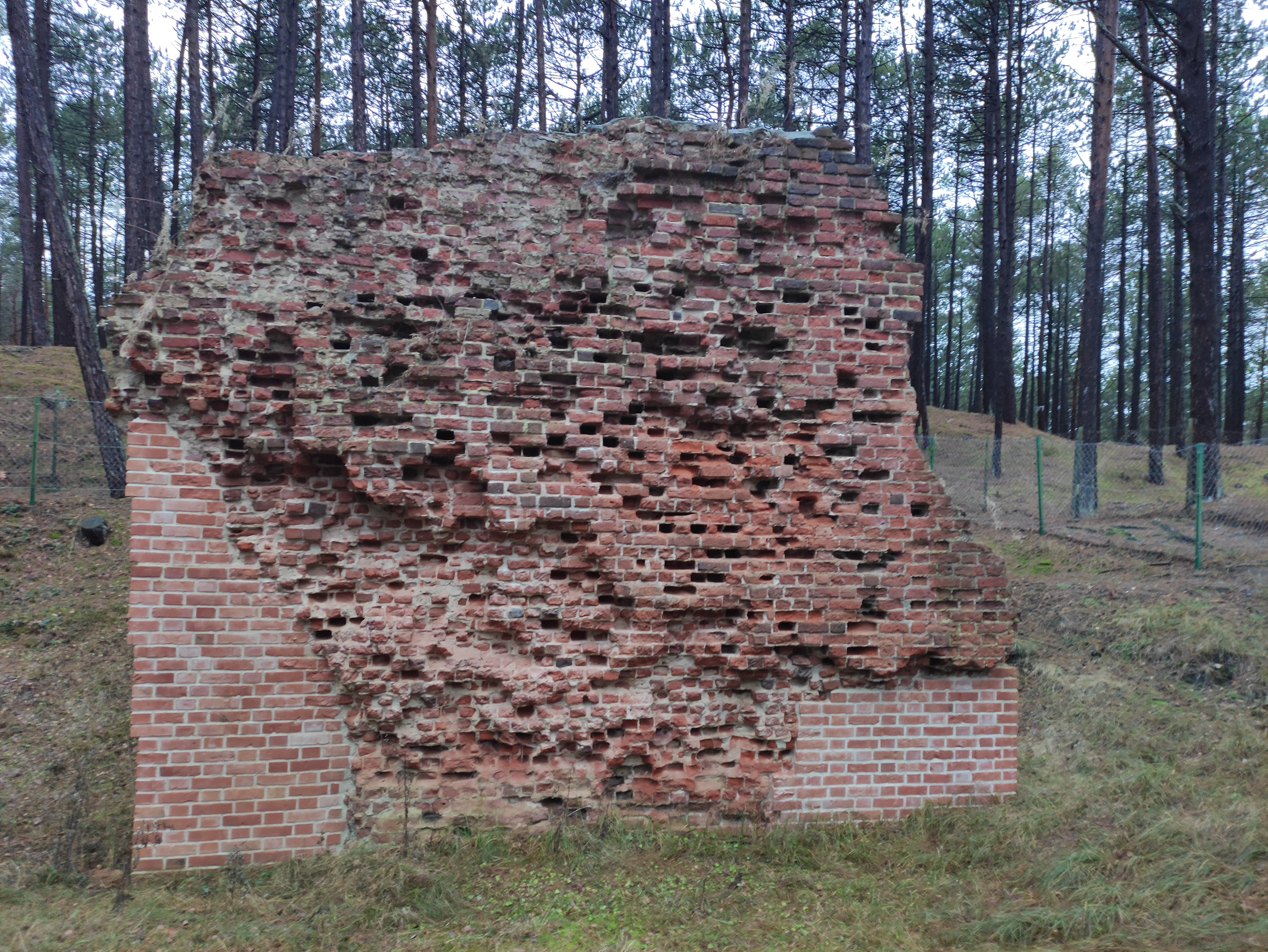
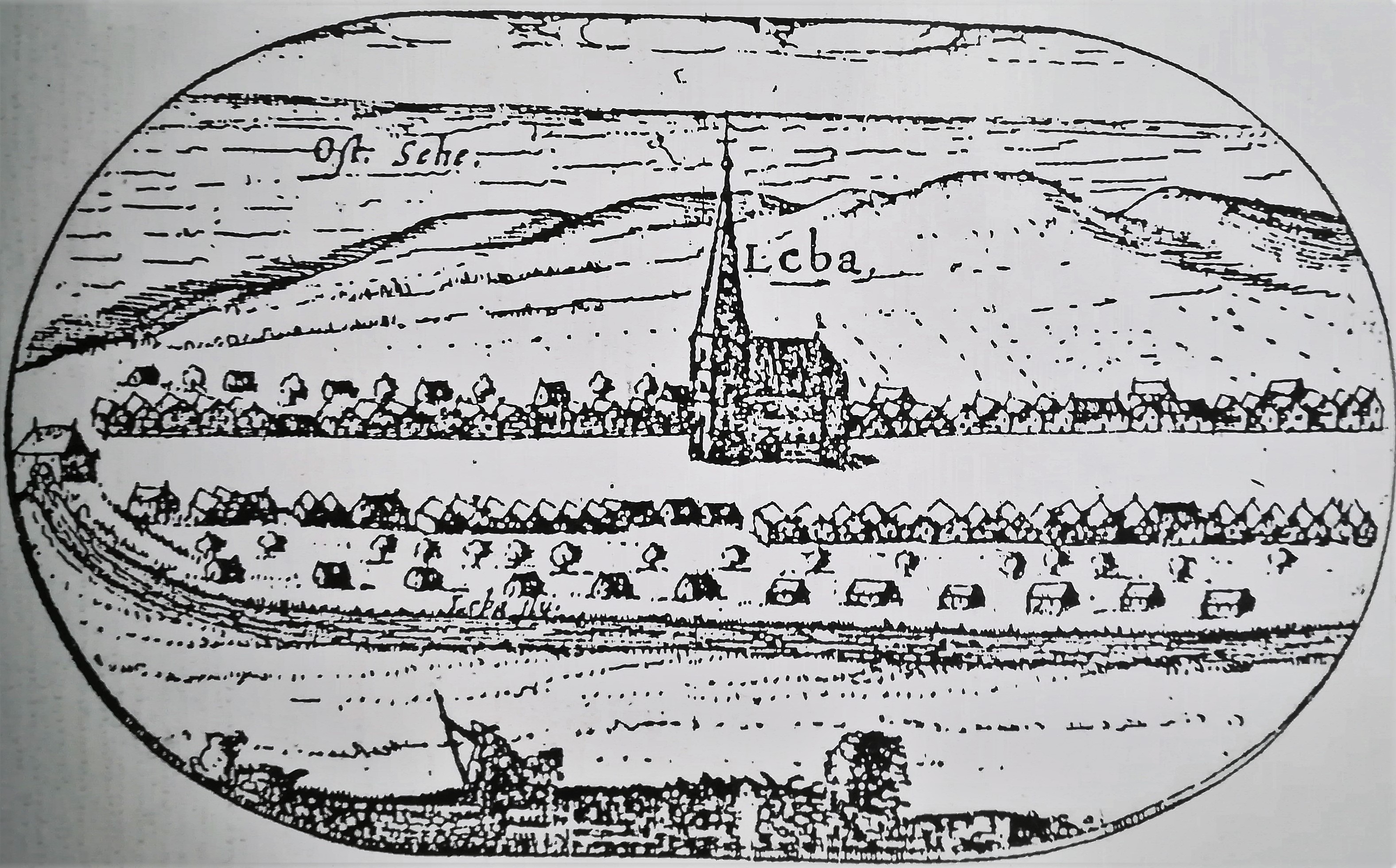
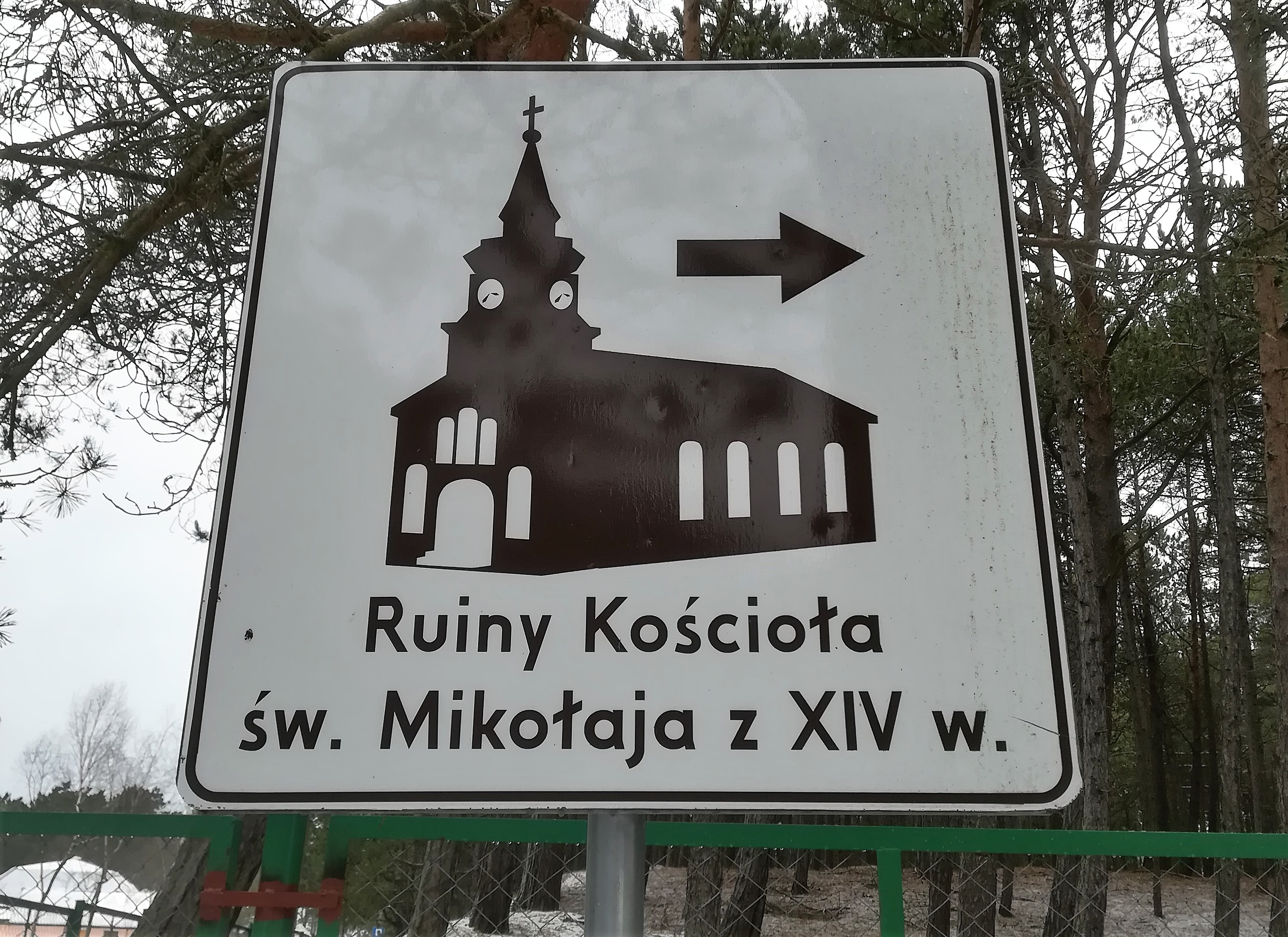
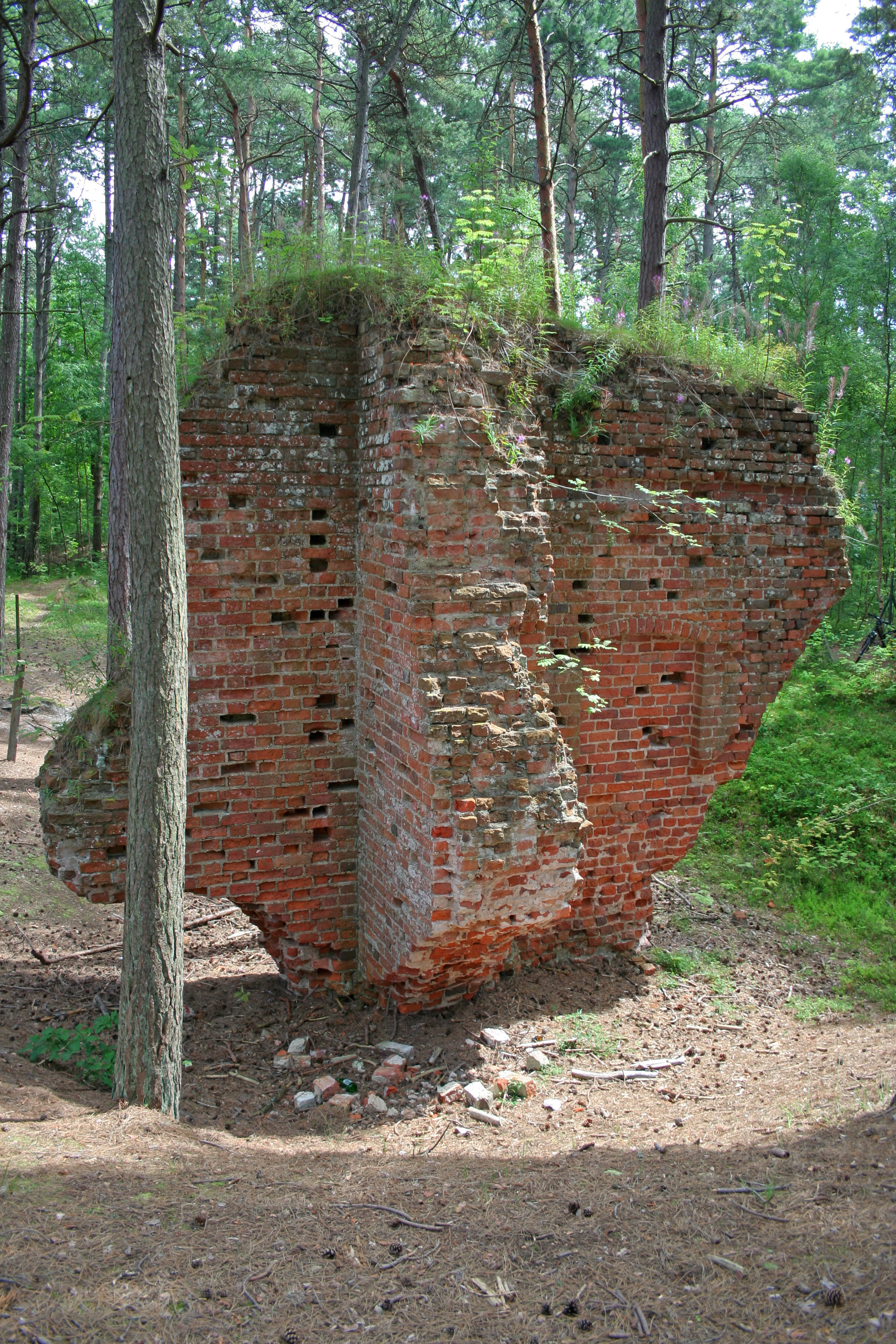